# Carlo Michele di Meclemburgo-Strelitz
Carlo Michele, Duca di Mecklenburg (tedesco: Carl Michael Herzog zu Mecklenburg; Reggia di Oranienbaum, 17 giugno 1863 – Remplin, 6 dicembre 1934), fu un ufficiale dell'esercito imperiale russo, erede presunto al trono del Meclemburgo-Strelitz e dal 1918 capo della casata granducale.

## Vita in Russia
Nacque nella reggia di Oranienbaum in Russia, come nipote del Granduca Giorgio di Meclemburgo-Strelitz attraverso il suo secondo figlio maschio, il Duca Giorgio Augusto di Meclemburgo-Strelitz (1824–1876) e di sua moglie, la Granduchessa Ekaterina Michajlovna di Russia, una nipote dell'imperatore Paolo I di Russia. Carlo Michele studiò all'università di Strasburgo e ottenne un dottorato di ricerca. Poiché egli nacque nel ramo russo della casata granducale di Meclemburgo-Strelitz, Carlo Michele e suo fratello maggiore, il duca Giorgio Alessandro, prestarono entrambi servizio nell'esercito imperiale russo con Carlo Michele che raggiunse il rango di Luogotenente generale. Quando suo fratello morì nel 1909 Carlo Michele fu nominato tutore dei suoi figli Caterina, Maria, Natalia e Giorgio da Adolfo Federico V.
Il 24 giugno 1914, due settimane dopo la morte di suo cugino, il Granduca Adolfo Federico V, Carlo Michele scrisse al nuovo granduca Granduca Adolfo Federico VI informandolo che desiderava rinunciare ai suoi diritti al trono di Meclemburgo-Strelitz. Il 7 agosto poco dopo lo scoppio della prima guerra mondiale diventò un cittadino naturalizzato russo.
Nel marzo 1917 Carlo Michele fu arrestato e costretto a comparire davanti al parlamento russo della Duma. Successivamente fuggì nella regione del Caucaso.

## Erede di Strelitz
Il granduca di Meclemburgo-Schwerin Federico Francesco IV, che fungeva da reggente per Meclemburgo-Strelitz, scrisse a Carlo Michele informandolo che suo cugino Adolfo Federico VI era morto il 23 febbraio 1918 e che poiché era il primo nella linea di successione egli era stato chiamato al trono. Fu anche inviata una petizione ad accettare il trono a Carlo Michele dai cittadini del Meclemburgo-Strelitz in quanto volevano mantenere la loro indipendenza e non essere uniti al Meclemburgo-Schwerin. Tuttavia Carlo Michele non la ricevette mai, così scrisse una lettera privata confermando la sua volontà di rinunciare ai suoi diritti a regnare sul Meclemburgo-Strelitz, anche se la lettera non raggiunse Federico Francesco IV fino gennaio 1919 dopo la caduta delle monarchie tedesche. Di conseguenza la questione della successione non poté essere risolta in tempo e i due grandi ducati Meclemburgo divennero indipendenti stati liberi nella repubblica di Weimar.
Carlo Michele alla fine lasciò la Russia con la sua famiglia giungendo prima in Francia prima di andare in esilio in Danimarca. Mentre si trovava in Danimarca fu Presidente della Società di beneficenza di mutuo per ufficiali russi in Danimarca. Nel 1921 fu pagato cinque milioni di marchi da parte del governo del Meclemburgo in cambio della rinuncia al suo diritto al trono di Strelitz. Nell'aprile 1930 egli tornò in Germania e si stabilì nella sua tenuta, il castello di Remplin.
Carlo Michele adottò suo nipote Giorgio, Conte di Carlow figlio morganatico di suo fratello Giorgio Alessandro (1859–1909) l'11 settembre 1928 e confermato dal tribunale di Malchin il 5 ottobre 1928. Carlo Michele morì a Remplin in Germania e fu succeduto come capo della casata granducale dal nipote e figlio adottivo l'ex conte di Carlow, il Duca Giorgio di Meclemburgo.

## Titoli, trattamento, onorificenze e stemma

### Titoli e trattamento
- 17 giugno 1863 – 6 dicembre 1934: sua altezza reale Duca Carlo Michele di Meclemburgo, Principe di Meclemburgo-Strelitz

### Posizioni militari
| Forza militare     | Unità                    | Posizione        |
| ------------------ | ------------------------ | ---------------- |
| Forze armate russe | Esercito imperiale russo | Tenente generale |

## Ascendenza
|                                              |                   |                                                             | Genitori                                                        |  |  | Nonni |  |  | Bisnonni                                   |  |  | Trisnonni                                                   |  |
|                                              |                   |                                                             |                                                                 |  |  |       |  |  | Carlo II, Granduca di Meclemburgo-Strelitz |  |  | Duca Carlo Luigi Federico di Meclemburgo, Principe di Mirow |  |
|                                              |                   |                                                             |                                                                 |  |  |       |  |  | Carlo II, Granduca di Meclemburgo-Strelitz |  |  | Duca Carlo Luigi Federico di Meclemburgo, Principe di Mirow |  |
|                                              |                   | Principessa Elisabetta Albertina di Sassonia-Hildburghausen |                                                                 |  |  |       |  |  | Carlo II, Granduca di Meclemburgo-Strelitz |  |  |                                                             |  |
| Giorgio, Granduca di Meclemburgo-Strelitz    |                   |                                                             |                                                                 |  |  |       |  |  | Carlo II, Granduca di Meclemburgo-Strelitz |  |  |                                                             |  |
|                                              |                   | Principessa Federica d'Assia-Darmstadt                      | Principe Giorgio Guglielmo d'Assia-Darmstadt                    |  |  |       |  |  |                                            |  |  |                                                             |  |
|                                              |                   | Principessa Federica d'Assia-Darmstadt                      | Principe Giorgio Guglielmo d'Assia-Darmstadt                    |  |  |       |  |  |                                            |  |  |                                                             |  |
|                                              |                   | Principessa Federica d'Assia-Darmstadt                      | Contessa Maria Luisa Albertina di Leiningen-Dagsburg-Falkenburg |  |  |       |  |  |                                            |  |  |                                                             |  |
| Duca Giorgio Augusto di Meclemburgo-Strelitz |                   | Principessa Federica d'Assia-Darmstadt                      |                                                                 |  |  |       |  |  |                                            |  |  |                                                             |  |
|                                              |                   | Langravio Federico d'Assia-Kassel                           | Federico II, Langravio d'Assia-Kassel                           |  |  |       |  |  |                                            |  |  |                                                             |  |
|                                              |                   | Langravio Federico d'Assia-Kassel                           | Federico II, Langravio d'Assia-Kassel                           |  |  |       |  |  |                                            |  |  |                                                             |  |
|                                              |                   | Langravio Federico d'Assia-Kassel                           | Principessa Maria di Gran Bretagna                              |  |  |       |  |  |                                            |  |  |                                                             |  |
| Principessa Maria di Assia-Kassel            |                   | Langravio Federico d'Assia-Kassel                           |                                                                 |  |  |       |  |  |                                            |  |  |                                                             |  |
|                                              |                   | Principessa Carolina di Nassau-Usingen                      | Carlo Guglielmo, Principe di Nassau-Usingen                     |  |  |       |  |  |                                            |  |  |                                                             |  |
|                                              |                   | Principessa Carolina di Nassau-Usingen                      | Carlo Guglielmo, Principe di Nassau-Usingen                     |  |  |       |  |  |                                            |  |  |                                                             |  |
|                                              |                   | Principessa Carolina di Nassau-Usingen                      | Contessa Carolina Felicita di Leiningen-Dagsburg                |  |  |       |  |  |                                            |  |  |                                                             |  |
| Carlo Michele, Duca di Meclemburgo-Strelitz  |                   | Principessa Carolina di Nassau-Usingen                      |                                                                 |  |  |       |  |  |                                            |  |  |                                                             |  |
|                                              | Paolo I di Russia | Pietro III di Russia                                        |                                                                 |  |  |       |  |  |                                            |  |  |                                                             |  |
|                                              | Paolo I di Russia | Pietro III di Russia                                        |                                                                 |  |  |       |  |  |                                            |  |  |                                                             |  |
|                                              | Paolo I di Russia | Principessa Sofia di Anhalt-Zerbst Caterina II di Russia    |                                                                 |  |  |       |  |  |                                            |  |  |                                                             |  |
| Granduca Michail Pavlovič di Russia          | Paolo I di Russia |                                                             |                                                                 |  |  |       |  |  |                                            |  |  |                                                             |  |
|                                              |                   | Duchessa Sofia Dorotea di Württemberg                       | Federico II Eugenio, Duca di Württemberg                        |  |  |       |  |  |                                            |  |  |                                                             |  |
|                                              |                   | Duchessa Sofia Dorotea di Württemberg                       | Federico II Eugenio, Duca di Württemberg                        |  |  |       |  |  |                                            |  |  |                                                             |  |
|                                              |                   | Duchessa Sofia Dorotea di Württemberg                       | Margravia Federica Dorotea di Brandeburgo-Schwedt               |  |  |       |  |  |                                            |  |  |                                                             |  |
| Granduchessa Ekaterina Michajlovna di Russia |                   | Duchessa Sofia Dorotea di Württemberg                       |                                                                 |  |  |       |  |  |                                            |  |  |                                                             |  |
|                                              |                   | Principe Paolo di Württemberg                               | Federico I di Württemberg                                       |  |  |       |  |  |                                            |  |  |                                                             |  |
|                                              |                   | Principe Paolo di Württemberg                               | Federico I di Württemberg                                       |  |  |       |  |  |                                            |  |  |                                                             |  |
|                                              |                   | Principe Paolo di Württemberg                               | Duchessa Augusta di Brunswick-Wolfenbüttel                      |  |  |       |  |  |                                            |  |  |                                                             |  |
| Principessa Carlotta di Württemberg          |                   | Principe Paolo di Württemberg                               |                                                                 |  |  |       |  |  |                                            |  |  |                                                             |  |
|                                              |                   | Principessa Carlotta di Sassonia-Hildburghausen             | Federico, Duca di Sassonia-Altenburg                            |  |  |       |  |  |                                            |  |  |                                                             |  |
|                                              |                   | Principessa Carlotta di Sassonia-Hildburghausen             | Federico, Duca di Sassonia-Altenburg                            |  |  |       |  |  |                                            |  |  |                                                             |  |
|                                              |                   | Principessa Carlotta di Sassonia-Hildburghausen             | Duchessa Carlotta Giorgina di Meclemburgo-Strelitz              |  |  |       |  |  |                                            |  |  |                                                             |  |
|                                              |                   | Principessa Carlotta di Sassonia-Hildburghausen             |                                                                 |  |  |       |  |  |                                            |  |  |                                                             |  |